# Санто-Лоренцо-дель-Валло
Санто-Лоренцо-дель-Валло (итал. San Lorenzo del Vallo) — коммуна в Италии, располагается в регионе Калабрия, подчиняется административному центру Козенца.
Население составляет 3352 человека, плотность населения составляет 152 чел./км². Занимает площадь 22 км². Почтовый индекс — 87040. Телефонный код — 0981.
Покровителем коммуны почитается священномученик Лаврентий, архидиакон, празднование 10 августа.